# Atimura fulva
Atimura fulva là một loài bọ cánh cứng trong họ Cerambycidae.